# Donovan Wilson
Donovan Wilson (Shreveport, 21 febbraio 1995) è un giocatore di football americano statunitense che milita nel ruolo di safety per i Dallas Cowboys della National Football League (NFL).

## Carriera professionistica

### Dallas Cowboys
Wilson fu scelto nel corso del sesto giro (213º assoluto) del Draft NFL 2019 dai Dallas Cowboys. Debuttò come professionista subentrando nella settimana 3 contro i Miami Dolphins senza fare registrare alcuna statistica. Chiuse la sua stagione da rookie con 2 tackle in 11 presenze, nessuna delle quali come titolare.